# Bjørn Magnussen
Bjørn Magnussen (ur. 2 stycznia 1998 w Trondheim) – norweski łyżwiarz szybki, czterokrotny medalista mistrzostw świata.

## Kariera
Podczas mistrzostw świata juniorów w Warszawie w 2015 zdobył srebrny medal w sprincie drużynowym.
Na mistrzostwach świata na dystansach w Salt Lake City w 2020 roku zdobył brązowy medal w sprincie drużynowym. Wyniki te powtórzył na mistrzostwach świata na dystansach w Heerenveen w 2023 i mistrzostwach świata na dystansach w Calgary w 2024.
Zdobył ponadto złoty medal w rywalizacji drużynowej na mistrzostwach świata w wieloboju sprinterskim w Hamar w 2022.
W 2022 roku wystartował na igrzyskach olimpijskich w Pekinie, gdzie zajął 17. miejsce w biegu na 500 m i 25. miejsce na 1000 m.